# Herwig Schopper
Herwig Franz Schopper (Lanškroun, Tchecoslováquia, 28 de fevereiro de 1924) é um físico alemão.
Trabalhou na Organização Europeia para a Pesquisa Nuclear (CERN) como pesquisador associado (Research Associate) em 1966-1967, líder da divisão de física nuclear (1970), membro da diretoria responsável pela coordenação do programa experimental, Chairman do ISR Committee (1973-1976), membro do Scientific Policy Committee (1979) e finalmente diretor geral de janeiro de 1981 a janeiro de 1989. Foi também diretor do DESY.
Em 2003 foi eleito presidente do International Centre for Synchrotron-Light for Experimental Science Applications in the Middle East (SESAME).
Em 2009 foi-lhe atribuída uma Medalha de Mérito Científico pelo Ministério da Ciência, Tecnologia e Ensino Superior de POrtugal.